# Diòcesi d'Ourense
La diòcesi d'Ourense (en llatí Dioecesis Auriensis) està situada a Galícia i és una seu sufragània de l'arxidiòcesi de Santiago de Compostel·la.

## Jurisdicció
La diòcesi comprèn la província d'Ourense, excepte la comarca de Valdeorras que pertany a la diòcesi d'Astorga. La seu està a la ciutat d'Ourense, on està la Catedral de San Martiño.
La diòcesi compta amb 735 parròquies, agrupades en 28 arxiprestats.

## Història
La data de creació de la diòcesi és incerta. Tradicionalment es diu que va ser en 433, any en el qual un bisbe d'Ourense va ser consagrat a Lugo. En 572 es troba la primera notícia certa, quan el bisbe Witimir participa en el Concili de Braga. En aquesta data, Ourense apareix com sufragànea de Lugo.
Els àrabs conquisten Ourense en el 716 i la seu va ser suprimida. Es va restablir en 881, però des de l'any 986 no se sap res dels seus bisbes, fins que la diòcesi va ser restablida per segona vegada el 31 de juliol de 1071, amb el bisbe Edoroni, i com sufragània de l'arxidiòcesi de Braga.
El 27 de febrer de 1120 va passar a formar part de la província eclesiàstica de l'arxidiòcesi de Santiago de Compostel·la. La catedral es va consagrar el 4 de juliol de 1120 i en 1804 es va fundar el seminari diocesà sota l'advocació del Mestre Diví.
A l'octubre de 1954 es van modificar els límits de la diòcesi per fer-los coincidir aproximadament amb els de la província administrativa.

## Llista de Bisbes
El seu bisbe actual és José Leonardo Lemos Montanet.
- Llista de bisbes d'Ourense

## Estadístiques
A la fi del 2004 en la diòcesi hi havia 314.107 batejats, sobre una població de 315.407 persones, la qual cosa suposa un 99,6% del total.
| any  | població | població | població | sacerdots | sacerdots       | sacerdots       | sacerdots              | diaques | religiosos | religiosos | parròquies |
| ---- | -------- | -------- | -------- | --------- | --------------- | --------------- | ---------------------- | ------- | ---------- | ---------- | ---------- |
| any  | batejats | total    | %        | total     | clergue secular | clergue regular | batejats por sacerdote | diaques | homes      | dones      |            |
| 1950 | 408.565  | 410.260  | 99,6     | 572       | 520             | 52              | 714                    |         | 85         | 263        | 684        |
| 1970 | 380.335  | 381.061  | 99,8     | 634       | 560             | 74              | 599                    |         | 109        | 504        | 656        |
| 1980 | 385.200  | 386.000  | 99,8     | 558       | 480             | 78              | 690                    |         | 124        | 351        | 734        |
| 1990 | 316.513  | 317.628  | 99,6     | 482       | 427             | 55              | 656                    |         | 89         | 315        | 737        |
| 1999 | 311.715  | 312.450  | 99,8     | 420       | 379             | 41              | 742                    |         | 109        | 358        | 735        |
| 2000 | 311.670  | 312.400  | 99,8     | 412       | 372             | 40              | 756                    |         | 117        | 354        | 735        |
| 2001 | 310.795  | 311.530  | 99,8     | 404       | 366             | 38              | 769                    |         | 101        | 349        | 735        |
| 2002 | 311.652  | 312.400  | 99,8     | 396       | 359             | 37              | 787                    |         | 97         | 346        | 735        |
| 2003 | 314.107  | 315.407  | 99,6     | 396       | 360             | 36              | 793                    |         | 97         | 357        | 735        |
| 2004 | 314.107  | 315.407  | 99,6     | 393       | 358             | 35              | 799                    |         | 79         | 352        | 735        |